# Gueorgui Babakine
Pour les articles homonymes, voir Babakine.
Gueorgui Nikolaïevitch Babakine (en russe : Георгий Николаевич Бабакин), né le 14 novembre 1914 et décédé le 3 août 1971, est un ingénieur soviétique responsable du bureau d'études de Lavotchkine.

## Biographie
Initialement ingénieur en communication, il s'oriente ensuite vers la technologie naissante du radar. Il travaille principalement sur les systèmes de poursuite de cible ce qui lui vaut d'intégrer le bureau d'études OKB 301 pour le développement de missiles sol-air sous la direction de Semion Lavotchkine. À la mort de ce dernier en 1960, au cours d'une démonstration de missile en présence de Babakine, l'OKB 301 passe sous le contrôle de l'OKB-52 de Vladimir Tchelomeï.
En 1965, Babakine prend la direction de l'OKB 301 redevenu indépendant avec la mission de concevoir les sondes interplanétaires et lunaires soviétique qui enchaîne les échecs sous la supervision de l'OKB 1 de Sergueï Korolev.
De 1965 à sa mort en 1971, il dirige le programme Venera, le programme Mars, le programme Luna et le programme Lunokhod.
Plusieurs sondes spatiales soviétiques conçues sous sa direction ont réalisé des premières spatiales comme les sondes lunaires Luna 9 (premier atterrissage en douceur sur une autre astre), Luna 16 (mission de retour d'échantillon), les rovers du programme Lunokhod, les sondes vénusiennes Venera 4 (premier atterrissage sur Vénus, mais inactive à l'atterrissage) et Venera 7 (active à l'atterrissage) et la sonde martienne Mars 3 (contact perdu peu après atterrissage).
Malgré seulement six ans d'activité dans le domaine, il est considéré comme un des plus grands ingénieurs spatiaux soviétiques.
Un cratère lunaire et un cratère martien portent aujourd'hui son nom.